# Альфред Вебер
Альфред Вебер (нім. Alfred Weber, 30 липня 1868 Ерфурт — 2 травня 1958 Гайдельберг) — німецький економіст, соціолог, теоретик культури і політолог.

## Біографія

### Дитинство і юність
Дитинство і юність Вебера пройшли в передмісті Берліна Шарлоттенбурзі, куди сім'я Веберів переїхала в 1869. Після отримання атестата зрілості в 1888 він вивчає спочатку історію мистецтва і археологію в Бонні, потім в 1889 право в Тюбінгені і в 1890—1892 — право і національну економію в Берліні. У 1895 під керівництвом представника історичної школи в національній економії Густава Шмоллера захищає докторську дисертацію. У 1899 стає повним доктором (Habilitation) державних наук і національної економії і отримує посаду приват-доцента.

### Професійна діяльність
З 1904 по 1907 займає місце ординарного професора національної економії в німецькому Карловому університеті в Празі. Тут він встановлює дружні стосунки з соціологом і згодом першим державним президентом Чехословаччини Томашем Масариком. Серед празьких учнів Вебера — майбутній письменник Франц Кафка, який під його керівництвом захистив докторську дисертацію. Великий вплив на художню творчість Кафки зробило есе Вебера «Чиновник» (1910). У празький період творчості, модифікуючи для промислового виробництва модель розміщення зон різної активності сільського господарства Йоганна фон Тюнена, Вебер будує теорію розміщення промисловості. Відповідно до цієї теорії, промислове підприємство прагне зайняти найбільш вигідне місце по відношенню до джерел сировини і ринку робочої сили, що забезпечує найменші витрати для підприємців. Теорія Вебера стала частиною економічної географії і принесла йому міжнародну популярність. Вебер планував випустити другу частину своєї праці на цю тему, але вона так і не побачила світ. У 1907 Вебер приймає пропозицію зайняти посаду професора національної економії в Гайдельберзькому університеті. Тут він займається дослідженнями і викладає до кінця життя (з перервами під час Першої світової війни в 1914—1918 і нацистського режиму в 1933—1945). У 1908—1933 — ординарний професор національної економії і фінансових наук (з 1926 — також соціології). У 1945—1953 — ординарний професор соціології. У 1918 разом з публіцистом Теодором Вольфом Вебер засновує ліволіберальної Німецьку демократичну партію. У цей період під безпосереднім впливом М. Вебера і ідей представників філософії життя (Ніцше, Бергсон, Шпенглер, Дільтей, Зіммель) інтереси Вебера переміщаються в область соціології. Подібно Шпенглером, Вебер намагається створити науку про «історичному світі», що дозволяє його сучасникам зорієнтуватися щодо свого сьогодення і майбутнього. Але, на відміну від Шпенглера, він виходить з переконання, що нею повинна стати не філософія, а соціологія історії. На початку 1920-х років Вебер формулює програму створення соціології історії та культури і протягом наступних майже сорока років реалізує її в своїх численних роботах. По суті справи, соціологія історії та культури стала своєрідним синтезом філософії життя, націонал-економічного аналізу, історії культури і політики.

### Політична діяльність
У 1933 Вебер робить несподіваний і мужній вчинок — в знак протесту проти перемоги нацистів на виборах знімає нацистський прапор з будівлі очолюваного ним інституту Гайдельберзького університету. Після цього добровільно йде у відставку і до кінця Другої світової війни перебуває в положенні «внутрішнього емігранта». У 1935 в Лейдені (Нідерланди) видає головну працю свого життя — книгу «Історія культури як соціологія культури». З 1940 підтримує контакт з рухом інтелектуального опору нацизму — гуртком Крейзау. У 1943—1944 на квартирі Вебера в Гайдельберзі проходять конспіративні зустрічі членів гуртка, де обговорюються плани протистояння режиму Гітлера, а також проблеми політичного майбутнього Німеччини. З 1945 Вебер — радник адміністрації американської окупаційної зони і член Соціал-демократичної партії Німеччини, керівник її Гайдельберзького відділення. З 1945 спільно з деякими іншими видатними вченими і письменниками (в їх числі — Карл Ясперс) видає журнал «Зміна» («Die Wandlung»; останній номер вийшов у 1949) і бере активну участь у відновленні роботи Гайдельберзького університету на ліберальних засадах. У листопаді 1946 разом з Дольфом Штернбергер створює «Гайдельберзьку групу дій за демократію та вільний соціалізм». У 1954 як кандидат від Комуністичної партії Німеччини висувається на пост Федерального президента Німеччини. Присвятивши своє життя науці, викладання та практичної політики, Вебер так і не створив власної сім'ї. Чи не заснувавши і наукової школи в строгому сенсі цього слова, він тим не менше зробив глибокий вплив на своїх численних учнів, серед яких в різні роки були Карл Мангейм, Норберт Еліас, Еріх Фромм та інші.

## Альфред Вебер як економіст
У 1909 р була опублікована робота Вебера «Чиста теорія розміщення промисловості», що представляє собою розвиток стандортної теорій розміщення виробництва Йоганна фон Тюнена і Вільгельма Лаунхардта. Розглядаючи розміщення одиничного підприємства по відношенню до основних факторів виробництва з метою мінімізації витрат, Вебер вводить поняття изодапан — ліній рівних витрат відхилення від оптимального стану підприємства. Як впливають на розміщення факторів Вебер розглядав робочу силу, вартість сировини і паливних ресурсів і транспортні витрати на їх переміщення один до одного. Модель Вебера залишалася основною в теорії розміщення промисловості до середини 1930-х, коли була піддана критиці Августом Лешем і низкою американських економістів і географів.

## Предмет і метод культуро-соціологічного пізнання
На думку Вебера, життя означає «рух, протягом, перетворення», а всі живі світи відають «свій невблаганний, постійно триває, мінливий хід подій, мають власну історію». Однак яким би незвичайним, різноманітним і навіть подібним диву ні представлявся людському розуму сам хід загального історичного руху з найдавніших часів і до наших днів, все ж він є щось більше, ніж «візерунок інкрустації», тобто випадковий збіг обставин. Вебер критикує традиційний філософсько-історичний підхід до дійсності, в рамках якого виявлення єдності всіх історичних подій досягається шляхом уявного охоплення всесвітньої історії в усіх її частинах «як еволюційного розкриття якогось принципу, його поступову реалізацію в світовому процесі розвитку». Чи йде мова про історію як здійснення Божественної ідеї в природному світі (Августин Блаженний), прогрес в усвідомленні свободи (Гегель), вивільненні людського мислення з традиційних релігійних і метафізичних форм (Сен-Сімон і позитивісти), поступальному розвитку продуктивних сил людини (історичний матеріалізм), неминуче все окремі факти історії, співвіднесені з єдиною причиною або єдиною метою, «завжди нанизуються один за одним на єдину нитку мислення і ставляться у вкрай нехитру внутрішній зв'язок». При такому способі розгляду, заснованому на вірі в інтелектуальну «прозорість» буття, звичайно, певною мірою, досягається цілісне бачення історії, але на шкоду окремим, конкретним історичним фактам. Тут одиничним явищам загрожує небезпека втратити самостійне значення і «поступитися» його пізнаваного «змістом» цілого. Такий світогляд сприймає абсолютну сутність без якої б то не було відстороненості, безпосередньо як щось, цілком піддається понятійному вираженню ". В рамках традиційної філософії історії поодинокі історичні явища обмежуються якимось, причому раціонально вираженим, сенсом цілого, тобто позбавляються своєї неповторності та індивідуальності. При неупередженому і уважному погляді на історію ми абсолютно ясно відчуваємо самоцінність і унікальність історичних явищ, несвідомо відчуваємо їх як вираз якогось потоку, призначення і мети якого, ми, втім, так ніколи і не зможемо повністю зрозуміти.

## Твори
Про теорії розміщення промисловості. Т. 1. Чиста теорія розміщення (1909) — («Über den Standort der Industrie. Bd. 1: Reine Theorie des Standorts»). Рус. пров. (1926), англ. пров. (1929). Чиновник (1910) — («Der Beamte») Релігія і культура (1912) — («Religion und Kultur») Соціологічне поняття культури (1913) — («Der soziologische Kulturbegriff») Принципові зауваження до соціології культури. Громадський процес, процес цивілізації і рух культури (1920) — («Prinzipielles zur Kultursoziologie. (Gesellschaftsprozess, Zivilisationsprozess und Kulturbewegung)») «Der Not der geistigen Arbeiter» (1923) Німеччина і криза європейської культури (1924) — («Deutschland und die europäische Kulturkrise») Криза сучасної державної думки в Європі (1925) — («Die Krise des modernen Staatsgedankens in Europa») Ідеї до проблем соціології держави і культури (1927) — («Ideen zur Staats- und Kultursoziologie») Кінець демократії? .. (1931) — («Das Ende der Demokratie? ..» ") Історія культури як соціологія культури (1935) — («Kulturgeschichte als Kultursoziologie») Трагічне і історія (1943) — («Das Tragische und die Geschichte») Прощання з колишньою історією. Подолання нігілізму? (1946) — («Abschied von der bisherigen Geschichte. Überwindung des Nihilismus?») Принципи соціології історії та культури (1951) — «Prinzipien der Geschichts- und Kultursoziologie» Третій або четвертий чоловік. Про сенсі історичного існування (1953) — («Der dritte oder vierte Mensch. Vom Sinn des geschichtlichen Daseins») Введення в соціологію (1955) — «Einführung in die Soziologie» «Über die moderne Kultur und ihr Publikum» (1955) Haben wir Deutschen nach 1945 versagt? (Politische Schriften. Ein Lesebuch. Ausgewält und eingeleitet von Christa Dericum) (1979) Повне зібрання творів в 10 томах (1997—2003) — «Alfred Weber: Gesamtausgabe in 10 Bänden». Metropolis-Verlag, Marburg. ISBN 3-89518-100-5. Див.: https://web.archive.org/web/20040810204343/http://www.metropolis-verlag.de/cgi-local/katalog.cgi?id=100 Вибране: Криза європейської культури. — СПб.: Університетська книга, 1998. — 565 с — (Книга світла). ISBN 5-7914-0032-2, ISBN 5-7914-0023-3 (Книга світла). [1] Рецензія